# جسر ميرزا رسول
جسر ميرزا رسول (بالفارسية: پل میرزا رسول) هو جسر تاريخي يعود إلى عصر القاجاريون، ويقع في مياندوآب.